# Лопаткина, Анна Николаевна
Анна Николаевна Лопаткина (27 марта 1910, Александровка или Александровка — 1980, Курск) — советская рабочая. Герой Социалистического Труда (1960).

## Биография
Анна Лопаткина родилась 27 марта 1910 года в деревне Александровка Курского уезда Курской губернии (сейчас Курского района Курской области) в семье крестьянина.
Получила начальное образование.
Работала в сельском хозяйстве. После создания колхоза вступила в него и трудилась в полеводческой бригаде.
В октябре 1944 года поступила на работу на созданный в Курске завод «Аккумулятор» (сейчас Курский аккумуляторный завод). Продолжала добросовестно трудиться на разных рабочих должностях до достижения пенсионного возраста.
7 марта 1960 года Указом Президиума Верховного Совета СССР в ознаменование 50-летия Международного женского дня, за выдающиеся достижения в труде и особо плодотворную общественную деятельность удостоена звания Героя Социалистического Труда с вручением ордена Ленина и золотой медали «Серп и Молот».
Жила в Курске. Воспитала семерых детей.
Умерла в 1980 году.
Награждена орденами Ленина (7 марта 1960), «Материнская слава» 3-й степени, медалями.